# 1938

## Събития
- 12 февруари – Втора световна война: Немски войски навлизат в Австрия.
- 12 март – Аншлус: Немски войски окупират Австрия; присъединяването е обявено на следващия ден.
- 28 – 29 август – 4-ти селскостопански културен и национален събор   Uвъв Варна.
- 7 ноември – Хершел Гринспан прострелва смъртоносно с 5 куршума в корема третия секретар на германското посолство в Париж Ернст фон Рат, което става формален повод за трагичните събития 2 дни по-късно (когато фон Рат умира от раните си).
- 9 ноември – „Кристалната нощ“, погром който завършва с избиването на близо 100 евреи и унищожаване на еврейско имущество.
- 26 декември – излъчва се първата радиопиеса в България – „Крилата помощ“ от Ангел Каралийчев и Матей Вълев по Варненското радио. Тази дата се счита за началото на радиотеатъра в България.[1]

## Родени
- Ибрахим Абача, чадски политик
- Йордан Пеев, български учен
- Тодор Живков, български фолклорист и етнолог († 2001 г.)
- Трайчо Спасов, български футболист
- 5 януари – Хуан Карлос, крал на Испания (1975 – 2014)
- 6 януари – Адриано Челентано, италиански певец и актьор
- 7 януари – Теодор Мусев, български пианист и органист
- 13 януари – Шивкумар Шарма, индийски музикант
- 23 януари – Георг Базелиц, германски художник
- 25 януари
  - Владимир Висоцки, руски поет, певец, актьор и писател († 1980 г.)
  - Ета Джеймс, американска певица († 2012 г.)
- 27 януари – Александър Чирков, български лекар и кардиохирург († 2020 г.)
- 7 февруари – Георги Джубрилов, актьор
- 9 февруари – Веселин Байчев, български диригент
- 10 февруари – Асен Дурмишев, лекар, учен и политик
- 11 февруари – Мануел Нориега, панамски генерал и диктатор
- 18 февруари – Елке Ерб, немска писателка
- 24 февруари – Филип Найт, американски предприемач („Nike“)
- 4 март – Кито Лоренц, лужишки и немски поет
- 5 март – Александър Костов, български футболист и треньор по футбол
- 11 март – Методи Димов, български писател († 2004 г.)
- 15 март – Георги Пинчев, български политик
- 17 март – Рудолф Нуреев, балетист и хореограф († 1993 г.)
- 30 март – Нора Ананиева, български политик († 2021 г.)
- 1 април – Ради Неделчев, български художник-наивист
- 5 април – Господин Чолаков, спортен деец
- 6 април – Васил Михайлов, български актьор
- 7 април – Георги Чаушов, български художник-карикатурист († 2023 г.)
- 8 април – Кофи Анан, ганайски дипломат, лауреат на Нобелова награда за мир през 2001 г. († 2018 г.)
- 29 април – Душко Аврамов, македонски поет
- 30 април – Лари Нивън, американски писател
- 2 май – Кирил Аначков, български волейболист и треньор, играл за Миньор Перник, национален състезател
- 7 май
  - Димитър Керелезов, български поет († 2020 г.)
  - Азиз Назан, индийски певец на плейбек († 1992 г.)
- 8 май – Жан Жиро, френски художник († 2012 г.)
- 10 май – Марина Влади, френска актриса, певица и писателка
- 14 май – Борислав Ралчев, български политик
- 15 май – Стефан Дамянов, Кмет на Община Казанлък († 2023 г.)
- 16 май – Владислав Икономов, български режисьор († 2014 г.)
- 19 май – Веселин Димитров, български журналист и педагог († 2009 г.)
- 21 май – Урс Видмер, швейцарски писател († 2014 г.)
- 25 май – Реймънд Карвър, американски писател
- 31 май – Джон Прескът, британски политик
- 3 юни – Кирияк Цонев, български дипломат
- 17 юни – Михаил Мишев, български футболист
- 30 юни – Мими Николова, българска поп певица
- 1 юли – Едуард Захариев, Български кинорежисьор
- 9 юли – Брайън Денехи, американски актьор
- 12 юли – Иван Бояджиев, български футболист
- 18 юли – Пол Верховен, нидерландски режисьор
- 20 юли – Натали Ууд, американска актриса († 1981 г.)
- 28 юли – Арсен Дедич, хърватски композитор, певец, музикант и поет († 2015 г.)
- 29 юли – Луис Арагонес, испански футболист († 2014 г.)
- 4 август – Саймън Престън,
- 9 август – Род Лейвър, австралийски тенисист
- 15 август – Янка Рупкина, българска народна певица
- 27 август – Стоян Китов, български футболист
- 29 август – Елиът Гулд, американски актьор
- 3 септември – Димитър Коклин, български художник-гримьор († 2014 г.)
- 22 септември
  - Стефка Благоева, български диригент († 2000 г.)
  - Дийн Рийд, американски певец и киноартист († 1986 г.)
- 23 септември – Роми Шнайдер, австрийска актриса
- 26 септември – Андрей Луканов, български политик
- 4 октомври – Иван Лалов, български физик
- 8 октомври – Красин Химирски, български дипломат и поет
- 10 октомври – Алън Брадли, канадски писател
- 12 октомври – Лари Скот, американски културист († 2014 г.)
- 19 октомври – Петър Иванов, Български аграрен учен, биотехнолог
- 22 октомври – Кристофър Лойд, американски актьор
- 23 октомври
  - Никола Йорданов, български футболист († 1991 г.)
  - Румяна Йовева, български учен в областта на българската литература
- 24 октомври
  - Валтер Капахер, австрийски писател
  - Венедикт Ерофеев, руски писател
- 25 октомври – Михаел Бузелмайер, немски писател и поет
- 1 ноември – Ибрахим Касимов, Български агроном, професор
- 2 ноември – Дейвид Лейн, американски неонацист
- 12 ноември – Ричард Мей, британски юрист († 2004 г.)
- 19 ноември – Тед Търнър, американски медиен магнат
- 24 ноември – Вили Клаас, белгийски политик
- 26 ноември – Димитър Стоянов, български актьор и режисьор († 2011 г.)
- 1 декември – Иван Пушкаров, български политик
- 5 декември
  - Алоис Брандщетер, австрийски писател
  - Джей Джей Кейл, американски музикант († 2013 г.)
- 8 декември – Елка Бакалова, изкуствовед, културолог
- 9 декември – Никола Котков, български футболист († 1971 г.)
- 10 декември – Юрий Темирканов, руски диригент († 2023 г.)
- 11 декември – Маккой Тайнър, американски пианист († 2020 г.)
- 12 декември – Невена Коканова, българска актриса († 2000 г.)
- 16 декември – Лив Улман, норвежка актриса
- 29 декември – Джон Войт, американски актьор

## Починали
- ? – Васил Моллов, български хирург и общественик
- Стефан Азманов, български военен деец
- 8 януари – Иван Кепов, български учен
- 12 януари – Фьодор Шаляпин, руски оперен певец (р. 1873 г.)
- 19 януари – Бранислав Нушич, сръбски писател и драматург (р. 1864 г.)
- 8 февруари – Иван Зонков, деец на БКП
- 19 февруари – Едмунд Ландау, немски математик
- 26 февруари – Александър Амфитеатров, руски писател (р. 1862 г.)
- 1 март – Габриеле д'Анунцио, италиански писател
- 15 март – Николай Бухарин, руски политик (р. 1888 г.)
- 20 март – Александър Малинов, български политик (р. 1867 г.)
- 23 март – Никола Бобчев, български филолог
- 26 март – Кирил Шиваров, скулптор и архитект
- 7 април – Сюзан Валодон, френска художничка
- 8 април – Джордж Маунтбатън, втори маркиз на Милфорд Хейвън
- 11 април – Джордж Бърд Гринел, американски естествоизпитател
- 15 април – Сесар Вайехо, перуански поет
- 21 април – Мохамед Икбал, Индийски ислямски поет, духовен баща на пакистанската нация
- 25 април – Чарлс Хемлин, американски юрист
- 28 април – Едмунд Хусерл, немски философ
- 30 април – Йордан Митрев, български лесовъд
- 4 май – Карл фон Осиецки, немски журналист, лауреат на Нобелова награда за мир през 1935 г. (р. 1889 г.)
- 15 май – Христофор Хесапчиев, български генерал, дипломат и учен (р. 1858 г.)
- 16 май – Иван Мърквичка, български художник от чешки произход (р. 1856 г.)
- 19 юли – Стефан Попов, български военен деец
- 2 август – Константин Батолов, български политик (р. 1878 г.)
- 7 август – Константин Станиславски, руски театрален и филмов режисьор и преподавател (р. 1863 г.)
- 16 август – Робърт Джонсън, американски музикант (р. 1911 г.)
- 25 август – Александър Куприн, руски писател
- 17 септември – Михаил Чаков,
- 28 септември – Киро Узунов, български революционер
- 2 октомври – Александру Авереску, румънски политик
- 5 октомври – Фаустина Ковалска, монахиня
- 10 октомври – Йордан Пеев, български военен деец
- 25 октомври – Алфонсина Сторни, аржентинска поетеса (р. 1892 г.)
- 9 ноември – Василий Блюхер, съветски маршал (р. 1889 г.)
- 10 ноември – Мустафа Кемал Ататюрк, първи президент на Турция
- 17 ноември – Анте Трумбич, хърватски политик (р. 1864 г.)
- 19 ноември – Лев Шестов, руски философ
- 5 декември – Тома Пожарлиев, български революционер
- 8 декември – Лазар Станев, български политически деец
- 11 декември – Кристиан Лоус Ланге, норвежки дипломат, лауреат на Нобелова награда за мир през 1921 г. (р. 1869 г.)
- 25 декември – Карел Чапек, чешки писател, измислил думата робот (р. 1890 г.)
- 27 декември
  - Емил Вандервелд, белгийски политик
  - Осип Манделщам, руски поет и преводач
- 28 декември – Панчо Дорев, български дипломат и историк
- ? – Гечо Кокилев, български морски офицер (р. 1899 г.)

## Нобелови награди
- Физика – Енрико Ферми
- Химия – Рихард Кун
- Физиология или медицина – Корней Херманс
- Литература – Пърл Бък
- Мир – Международна служба за бежанците „Нансен“